# Cap Borda
Pour les articles homonymes, voir Borda.

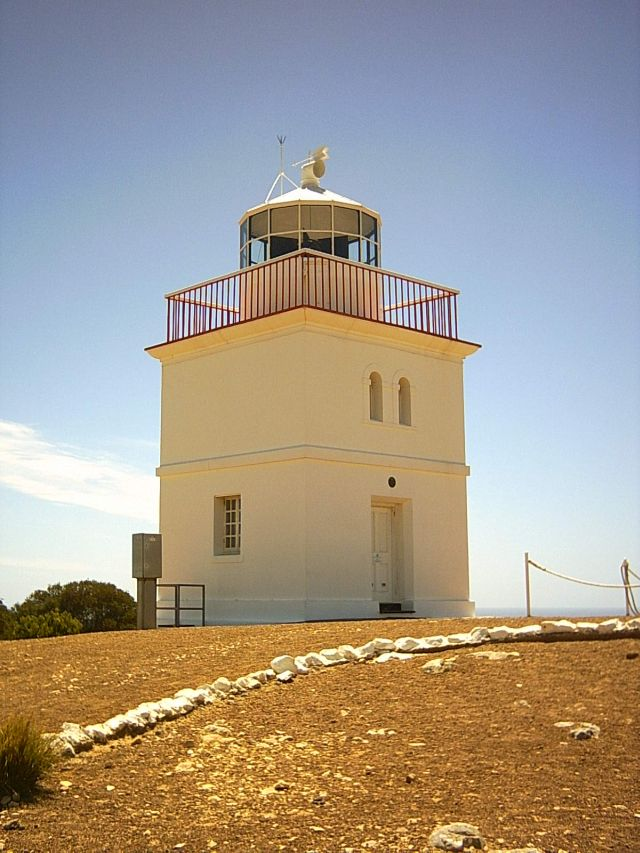
Le phare de Cap Borda

Le Cap Borda est un cap de l'île Kangourou, en Australie. Il est équipé d'un phare qui est le seul phare carré de l'Australie-Méridionale. Il doit son nom au mathématicien, physicien, naturaliste, politologue et navigateur français Jean-Charles de Borda (1733-1799).
Le phare, construit en 1858, a été automatisé en 1989.